# Llista de medallistes olímpics de rem (dones)
Aquesta és una llista dels medallistes olímpics de rem en categoria femenina:

## Medallistes

### Programa actual

#### Scull individual
| Edició           | Or                   | Argent              | Bronze              |
| 1976 Mont-real   | Christine Scheiblich | Joan Lind           | Yelena Antónova     |
| 1980 Moscou      | Sanda Toma           | Antonina Makhina    | Martina Schroter    |
| 1984 Los Angeles | Valeria Racila       | Charlotte Geer      | Ann Haesebrouck     |
| 1988 Seül        | Jutta Behrendt       | Anne Marden         | Magdalena Georgieva |
| 1992 Barcelona   | Elisabeta Lipă       | Annelies Bredael    | Silken Laumann      |
| 1996 Atlanta     | Katsiarina Karsten   | Silken Laumann      | Trine Hansen        |
| 2000 Sydney      | Katsiarina Karsten   | Rumyana Neykova     | Katrin Rutschow     |
| 2004 Atenes      | Katrin Rutschow      | Katsiarina Karsten  | Rumyana Neykova     |
| 2008 Pequín      | Rumyana Neykova      | Michelle Guerette   | Katsiarina Karsten  |
| 2012 Londres     | Miroslava Knapkova   | Fie Udby Erichsen   | Kim Crow            |
| 2016 Rio         | Kim Brennan          | Genevra Stone       | Duan Jingli         |
| 2020 Tòquio      | Emma Twigg           | COR Hanna Prakatsen | Magdalena Lobnig    |

#### Doble Scull
| Edició           | Or                                              | Argent                                             | Bronze                                                   |
| 1976 Mont-real   | BulgàriaSvetlana Otsetova · Zdravka Yordanova   | RDASabine Jahn · Petra Boesler                     | Unió SovièticaLeonora Kaminskaite · Genovaitė Ramoškienė |
| 1980 Moscou      | Unió SovièticaYelena Khloptseva · Larisa Popova | RDACornelia Linse · Heidi Westphal                 | RomaniaOlga Homeghi · Valeria Rosca Racila               |
| 1984 Los Angeles | RomaniaMariora Popescu · Elisabeta Oleniuc      | Països BaixosGreet Hellemans · Nicolette Hellemans | CanadàDaniele Laumann · Silken Laumann                   |
| 1988 Seül        | RDABirgit Peter · Martina Schröter              | RomaniaElisabeta Lipă · Veronica Cogeanu           | BulgàriaStefka Madina · Violeta Ninova                   |
| 1992 Barcelona   | AlemanyaKerstin Koppen · Kathrin Boron          | RomaniaVeronica Cochelea · Elisabeta Lipă          | R.P. de la XinaGu Xiaoli · Lu Huali                      |
| 1996 Atlanta     | CanadàKathleen Heddle · Marnie McBean           | R.P. de la XinaZhang Xiuyun · Cao Mianying         | Països BaixosIrene Eijs · Eeke van Nes                   |
| 2000 Sydney      | AlemanyaJana Thieme · Kathrin Boron             | Països BaixosPieta van Dishoeck · Eeke van Nes     | LituàniaBirutė Šakickienė · Kristina Poplavskaja         |
| 2004 Atenes      | Nova ZelandaGeorgina Evers · Caroline Evers     | AlemanyaPeggy Waleska · Britta Oppelt              | Regne UnitSarah Winckless · Elise Laverick               |
| 2008 Pequín      | Nova ZelandaGeorgina Evers · Caroline Evers     | AlemanyaAnnekatrin Thiele · Christiane Huth        | Regne UnitElise Laverick · Anna Bebington                |
| 2012 Londres     | Regne UnitGeAnna Watkins · Katherine Grainger   | AustràliaKim Crow · Brooke Pratley                 | PolòniaMagdalena Fularczyk · Julia Michalska             |
| 2016 Rio         | PolòniaMagdalena Fularczyk · Natalia Madaj      | Regne UnitVictoria Thornley · Katherine Grainger   | LituàniaDonata Vištartaitė · Milda Valčiukaitė           |
| 2020 Tòquio      | RomaniaNicoleta-Ancuţa Bodnar · Simona Radiș    | Nova ZelandaBrooke Donoghue · Hannah Osborne       | Països BaixosRoos de Jong · Lisa Scheenaard              |

#### Doble scull lleuger
| Edició       | Or                                                  | Argent                                     | Bronze                                              |
| 1996 Atlanta | RomaniaConstanța Burcică · Camelia Macoviciuc       | Estats UnitsTeresa Z. Bell · Lindsay Burns | AustràliaVirginia Lee · Rebecca Joyce               |
| 2000 Sydney  | RomaniaConstanța Burcică · Angela Alupei            | AlemanyaValerie Viehoff · Claudia Blasberg | Estats UnitsChristine Collins · Sarah Garner        |
| 2004 Atenes  | RomaniaConstanța Burcică · Angela Alupei            | AlemanyaDaniela Reimer · Claudia Blasberg  | Països BaixosKirsten van der Kolk · Marit van Eupen |
| 2008 Pequín  | Països BaixosKirsten van der Kolk · Marit van Eupen | FinlàndiaMinna Nieminen · Sanna Sten       | CanadàTracy Cameron · Melanie Kok                   |
| 2012 Londres | Regne UnitKatherine Copeland · Sophie Hosking       | R.P. de la XinaDongxiang Xu · Wenyi Huang  | GrèciaChristina Giazitzidou · Alexandra Tsiavou     |
| 2016 Rio     | Països BaixosIlse Paulis · Maaike Head              | CanadàLindsay Jennerich · Patricia Obee    | R.P. de la XinaPan Feihong · Wenyi Huang            |
| 2020 Tòquio  | ItàliaValentina Rodini · and Federica Cesarini      | FrançaLaura Tarantola · and Claire Bové    | Països BaixosMarieke Keijser · and Ilse Paulis      |

#### Quàdruple Scull
| Edició         | Or                                                                                      | Argent                                                                             | Bronze                                                                                      |
| 1988 Seül      | RDAKerstin Foerster · Kristina Mundt · Beate Schramm · Jana Sorgers                     | Unió SovièticaIrina Kalimbet · Svetlana Mazyi · Inna Frolova · Antonina Doumtcheva | RomaniaAnişoara Bălan · Anişoara Minea · Veronica Cogeanu · Elisabeta Lipă                  |
| 1992 Barcelona | AlemanyaSybille Schmidt · Birgit Peter · Kerstin Muller · Kristina Mundt                | RomaniaAnişoara Dobre · Doina Ignat · Constanța Burcică · Veronica Cochelea        | Equip UnificatAntonina Zelikovitch Tatiana Ustyuzhanina Katsiarina Karsten Elena Khloptseva |
| 1996 Atlanta   | AlemanyaKatrin Rutschow · Jana Sorgers · Kerstin Koppen · Kathrin Boron                 | UcraïnaSvetlana Maziy · Diana Miftakhutdinova · Inna Frolova · Olena Ronzhina      | CanadàLaryssa Biesenthal · Diane O’Grady · Kathleen Heddle · Marnie McBean                  |
| 2000 Sydney    | AlemanyaManja Kowalski · Meike Evers · Manuela Lutze · Kerstin Kowalski                 | Regne UnitGuin Batten · Gillian Lindsay · Katherine Grainger · Miriam Batten       | RússiaOksana Dorodnova · Irina Fedotova · Ioulia Levina · Larisa Merk                       |
| 2004 Atenes    | AlemanyaKathrin Boron · Meike Evers · Manuela Lutze · Kerstin El Qalqili                | Regne UnitAlison Mowbray · Debbie Flood · Frances Houghton · Rebecca Romero        | AustràliaDana Faletic · Rebecca Sattin · Amber Bradley · Kerry Hore                         |
| 2008 Pequín    | R.P. de la XinaTang Bin · Xi Aihua · Jin Ziwei · Zhang Yangyang                         | Regne UnitAnnie Vernon · Debbie Flood · Frances Houghton · Katherine Grainger      | AlemanyaBritta Oppelt · Manuela Lutze · Kathrin Boron · Stephanie Schiller                  |
| 2012 Londres   | UcraïnaKateryna Tarasenko · Nataliya Dovgodko · Anastasiia Kozhenkova · Yana Dementieva | AlemanyaAnnekatrin Thiele · Carina Bär · Julia Richter · Britta Oppelt             | Estats UnitsNatalie Dell · Kara Kohler · Megan Kalmoe · Adrienne Martelli                   |
| 2016 Rio       | AlemanyaAnnekatrin Thiele · Carina Bär · Julia Lier · Lisa Schmidla                     | Països BaixosChantal Achterberg · Nicole Beukers · Inge Janssen · Carline Bouw     | PolòniaMaria Springwald · Joanna Leszczyńska · Agnieszka Kobus · Monika Ciaciuch            |
| 2020 Tòquio    | R.P. de la XinaChen Yunxia · Zhang Ling · Lü Yang · Cui Xiaotong                        | PolòniaAgnieszka Kobus · Marta Wieliczko · Maria Sajdak · Katarzyna Zillmann       | AustràliaRia Thompson · Rowena Meredith · Harriet Hudson · Caitlin Cronin                   |

#### Dos sense timoner
| Edició           | Or                                            | Argent                                            | Bronze                                       |
| 1976 Mont-real   | BulgàriaSiyka Kelbecheva · Stoyanka Gruycheva | RDAAngelika Noack · Sabine Dähne                  | RFAEdith Eckbauer · Thea Einöder             |
| 1980 Moscou      | RDAUte Steindorf · Cornelia Klier             | PolòniaMalgorzata Dluzewska · Czeslawa Koscianska | BulgàriaSiika Barboulova · Stoyanka Kubatova |
| 1984 Los Angeles | RomaniaRodica Arba · Elena Horvat             | CanadàElizabeth Craig · Tricia Smith              | RFAEllen Becker · Iris Völkner               |
| 1988 Seül        | RomaniaRodica Arba · Olga Homeghi             | BulgàriaRadka Stoiànova · Lalka Berbèrova         | Nova ZelandaNicola Payne · Lynley Hannen     |
| 1992 Barcelona   | CanadàKathleen Heddle · Marnie McBean         | AlemanyaIngeburg Schwerzmann · Stefani Werremeier | Estats UnitsStephanie Pierson · Anna Seaton  |
| 1996 Atlanta     | AustràliaMegan Still · Kate Slatter           | Estats UnitsKaren Kraft · Melissa Schwen          | FrançaChristine Gosse · Helene Cortin        |
| 2000 Sydney      | RomaniaGeorgeta Damian · Doina Ignat          | AustràliaKate Slatter · Rachael Taylor            | Estats UnitsKaren Kraft · Melissa Ryan       |
| 2004 Atenes      | RomaniaGeorgeta Damian · Viorica Susanu       | Regne UnitKatherine Grainger · Cath Bishop        | BelarúsYuliya Bichyk · Natallia Helakh       |
| 2008 Pequín      | RomaniaGeorgeta Damian · Viorica Susanu       | R.P. de la XinaWu You · Gao Yulan                 | BelarúsYuliya Bichyk · Natallia Helakh       |
| 2012 Londres     | Regne UnitHelen Glover · Heather Stanning     | AustràliaKate Hornsey · Sarah Tait                | Nova ZelandaJuliette Haigh · Rebecca Scown   |
| 2016 Rio         | Regne UnitHelen Glover · Heather Stanning     | Nova ZelandaGenevieve Behrent · Rebecca Scown     | DinamarcaHedvig Rasmussen · Anne Andersen    |
| 2020 Tòquio      | Nova ZelandaGrace Prendergast · Kerri Gowler  | CORVasilisa Stepanova Elena Oriabinskaia          | CanadàCaileigh Filmer · Hillary Janssens\|}  |

#### Quatre sense timoner
| Edició         | Or                                                                            | Argent                                                                                | Bronze                                                             |
| 1992 Barcelona | CanadàJennifer Barnes · Jessica Monroe · Brenda Taylor · Kay Worthington      | Estats UnitsShelagh Donohoe · Cynthia Eckert · Carol Feeney · Amy Fuller              | AlemanyaAntje Frank · Annette Hohn · Gabriele Mehl · Birte Siech   |
| 1996–2016      | No es disputa                                                                 | No es disputa                                                                         | No es disputa                                                      |
| 2020 Tòquio    | AustràliaLucy Stephan · Rosemary Popa · Jessica Morrison · Annabelle McIntyre | Països BaixosEllen Hogerwerf · Karolien Florijn · Ymkje Clevering · Veronique Meester | IrlandaAifric Keogh · Eimear Lambe · Fiona Murtagh · Emily Hegarty |

#### Vuit amb timoner
| Edició           | Or | Argent | Bronze |
| 1976 Mont-real   | RDABrigitte Ahrenholz · Henrietta Ebert · Viola Goretzki · Monika Kallies · Christiane Knetsch · Helma Lehmann · Irina Müller · Ilona Richter · Marina Wilke          | Unió SovièticaOlga Guzenko · Olga Kolkova · Klavdiya Kozenkova · Olga Pugovskaya · Nadezhda Roshchina · Nadezhda Rozgon · Liubov Talalàieva · Nelli Tarakanova · Elena Zubko        | Estats UnitsCarol Brown · Anita Defrantz · Carolyn Graves · Marion Greig · Margaret McCarthy · Gail Ricketson · Lynn Silliman · Anne Warner · Jacqueline Zoch                                 |
| 1980 Moscou      | RDAMartina Boesler · Christiane Knetsch · Gabriele Lohs · Karin Metze · Kersten Neisser · Ilona Richter · Marita Sandig · Birgit Schütz · Marina Wilke                | Unió SovièticaNina Frolova · Maria Paziun · Olga Pivovarova · Nina Preobrazhenskaia · Nadezhda Prishchepa · Tatiana Stetsenko · Elena Tereshina · Nina Umanets · Valentina Zhulina  | RomaniaAngelica Aposteanu · Elena Bondar · Florica Bucur · Maria Constantinescu · Elena Dobritoiu · Rodica Frintu · Ana Iliuta · Rodica Puscatu-Arba · Marlena Zagoni                         |
| 1984 Los Angeles | Estats UnitsBetsy Beard · Carol Bower · Jeanne Flanagan · Carie Graves · Kathryn Keeler · Harriet Metcalf · Kristine Norelius · Shyril O'Steen · Kristen Thorssness   | RomaniaMihaela Armasescu · Doina Balan · Adriana Bazon · Camelia Diaconescu · Viorica Ioja · Aneta Mihaly · Aurora Plesca · Lucia Sauca · Marioara Trasca                           | Països BaixosLynda Cornet · Marieke van Drogenbroek · Harriet van Ettekoven · Greet Hellemans · Nicolette Hellemans · Martha Laurijsen · Catharina Neelissen · Anne Quist · Wiljon Vaandrager |
| 1988 Seül        | RDARamona Balthasar · Kathrin Haacker · Anja Kluge · Daniela Neunast · Beatrix Schrör · Uta Stange · Annegret Strauch · Ute Wild · Judith Zeidler                     | RomaniaHerta Anitas · Mihaela Armasescu · Doina Balan · Adriana Bazon · Olga Homeghi · Veronica Necula · Ecaterina Oancia · Rodica Puscatu · Marioara Trasca                        | R.P. de la XinaHan Yaqin · He Yanwen · Hu Yadong · Li Ronghua · Yang Xiao · Zhang Xianghua · Zhang Yali · Zhou Shouying · Zhou Xiuhua                                                         |
| 1992 Barcelona   | CanadàJennifer Barnes · Shannon Crawford · Megan Delehanty · Kathleen Heddle · Marnie McBean · Jessica Monroe · Brenda Taylor · Lesley Thompson · Kay Worthington     | RomaniaAdriana Bazon · Iulia Bulie · Elena Georgescu · Victoria Lepadatu · Viorica Neculai · Ioana Olteanu · Maria Padurariu · Doina Robu · Doina Snep                              | AlemanyaSylvia Dördelmann · Kathrin Haacker · Christiane Harzendorf · Daniela Neunast · Cerstin Petersmann · Dana Pyritz · Ute Schell · Annegret Strauch · Judith Zeidler                     |
| 1996 Atlanta     | RomaniaVeronica Cochela · Liliana Gafencu · Elena Georgescu · Doina Ignat · Elisabeta Lipă · Ioana Olteanu · Marioara Popescu · Doina Spircu · Anca Tanase            | CanadàAlison Korn · Theresa Luke · Maria Maunder · Heather McDermid · Jessica Monroe · Emma Robinson · Lesley Thompson · Tosha Tsang · Anna van der Kamp                            | BelarúsTamara Davydenko · Natalya Lavrinenko · Yelena Mikulich · Aleksandra Pankina · Yaroslava Pavlovich · Valentina Skrabatun · Natalia Stasyuk · Natalya Volchek · Marina Znak             |
| 2000 Sydney      | RomaniaVeronica Cochela · Georgeta Damian · Maria Dumitrache · Liliana Gafencu · Elena Georgescu · Doina Ignat · Elisabeta Lipă · Ioana Olteanu · Viorica Susanu      | Països BaixosTessa Appeldoorn · Carin ter Beek · Pieta van Dishoeck · Elien Meijer · Eeke van Nes · Nelleke Penninx · Martijntje Quik · Anneke Venema · Marieke Westerhof           | CanadàBuffy Alexander · Laryssa Biesenthal · Heather Davis · Alison Korn · Theresa Luke · Heather McDermid · Emma Robinson · Lesley Thompson · Dorota Urbaniak                                |
| 2004 Atenes      | RomaniaAurica Barascu · Georgeta Damian · Rodica Florea · Liliana Gafencu · Elena Georgescu · Doina Ignat · Elisabeta Lipă · Ioana Papuc · Viorica Susanu             | Estats UnitsAlison Cox · Caryn Davies · Megan Dirkmaat · Kate Johnson · Laurel Korholz · Samantha Magee · Anna Mickelson · Lianne Nelson · Mary Whipple                             | Països BaixosAnnemiek de Haan · Hurnet Dekkers · Nienke Hommes · Annemarieke van Rumpt · Sarah Siegelaar · Marlies Smulders · Helen Tanger · Froukje Wegman · Ester Workel                    |
| 2008 Pequín      | Estats UnitsErin Cafaro · Lindsay Shoop · Anna Goodale · Elle Logan · Anna Cummins · Susan Francia · Caroline Lind · Caryn Davies · Mary Whipple                      | Països BaixosFemke Dekker · Marlies Smulders · Nienke Kingma · Roline Repelaer van Driel · Annemarieke van Rumpt · Helen Tanger · Sarah Siegelaar · Annemiek de Haan · Ester Workel | RomaniaConstanța Burcică · Viorica Susanu · Rodica Şerban · Beniko Barabas · Simona Musat · Ioana Papuc · Georgeta Andrunache · Doina Ignat · Elena Georgescu                                 |
| 2012 Londres     | Estats UnitsErin Cafaro · Susan Francia · Esther Lofgren · Taylor Ritzel · Meghan Musnicki · Eleanor Logan · Caroline Lind · Caryn Davies · Mary Whipple              | CanadàJanine Hanson · Rachelle Viinberg · Krista Guloien · Lauren Wilkinson · Natalie Mastracci · Ashley Brzozowicz · Darcy Marquardt · Andreanne Morin · Lesley Thompson-Willie    | Països BaixosJacobine Veenhoven · Nienke Kingma · Chantal Achterberg · Sytske de root · Roline Repelaer van Driel · Claudia Belderbos · Carline Bouw · Annemiek de Haan · Anne Schellekens    |
| 2016 Rio         | Estats UnitsEmily Regan · Kerry Simmonds · Amanda Polk · Lauren Schmetterling · Tessa Gobbo · Meghan Musnicki · Elle Logan · Amanda Elmore · Katelin Snyder           | Regne UnitKatie Greves · Melanie Wilson · Frances Houghton · Polly Swann · Jessica Eddie · Olivia Carnegie-Brown · Karen Bennett · Zoe Lee · Zoe De Toledo                          | RomaniaRoxana Cogianu · Ioana Strungaru · Mihaela Petrilă · Iuliana Popa · Mădălina Beres · Laura Oprea · Adelina Boguș · Andreea Boghian · Daniela Druncea                                   |
| 2020 Tòquio      | Canadà · Susanne Grainger · Kasia Gruchalla-Wesierski · Madison Mailey · Sydney Payne · Andrea Proske · Lisa Roman · Christine Roper · Avalon Wasteneys · Kristen Kit | Nova Zelanda · Ella Greenslade · Emma Dyke · Lucy Spoors · Kelsey Bevan · Grace Prendergast · Kerri Gowler · Beth Ross · Jackie Gowler · Caleb Shepherd                             | R.P. de la Xina · Guo Linlin · Ju Rui · Li Jingjing · Miao Tian · Wang Zifeng · Wang Yuwei · Xu Fei · Zhang Min · Zhang Dechang                                                               |

### Programa eliminat

#### Quàdruple Scull amb timoner
| Edició           | Or                                                                                    | Argent | Bronze |
| 1976 Mont-real   | RDAAnke Borchman · Jutta Lau · Viola Poley · Roswietha Zobelt · Liane Weigelt         | Unió SovièticaAnna Kondrachina · Mira Bryunina · Larisa Alexandrova · Galina Iermolàieva · Nadezhda Chernyshova  | RomaniaIoana Tudoran · Maria Micșa · Felicia Afrăsiloaie · Elisabeta Lazăr · Elena Giurcă                 |
| 1980 Moscou      | RDASybille Reinhardt · Jutta Ploch · Jutta Lau · Roswietha Zobelt · Liane Buhr        | Unió SovièticaAntonina Pustovit · Yelena Matievskaya · Olga Vasilchenko · Nadezhda Lyubimova · Nina Txeremíssina | BulgàriaMariana Serbezova · Rumeliana Bontxeva · Dolores Nakova · Anka Bakova · Anka Gheorghieva          |
| 1984 Los Angeles | RomaniaTitie Taran · Anisoara Sorohan · Ioana Badea · Sofia Corban · Ecaterina Oancia | Estats UnitsAnne Marden · Lisa Rohde · Joan Lind · Virginia Gilder · Kelly Rickon                                | DinamarcaHanne Eriksen · Birgitte Hanel · Charlote Koefoed · Bodil Steen Rasmussen · Jette Hejli Sørensen |

#### Quatre amb timoner
| Edició           | Or                                                                                                  | Argent                                                                                      | Bronze |
| 1976 Mont-real   | RDAKarin Metze · Bianka Schwede · Gabriele Lohs · Andrea Kurth · Sabine Heß                         | BulgàriaKapka Georgieva · Ginka Gyurova · Mariyka Modeva · Lilyana Vaseva · Reni Yordanova  | Unió SovièticaLyudmila Krokhina · Lidiya Krylova · Galina Mishenina · Anna Pasokha · Nadezhda Sevostyanova |
| 1980 Moscou      | RDASilvia Fröhlich · Ramona Kapheim · Angelika Noack · Romy Saalfeld · Kirsten Wenzel               | BulgàriaNadezhda Filipova · Ginka Gyurova · Mariika Modeva · Rita Todorova · Iskra Velinova | Unió SovièticaNina Txeremíssina · Maria Fadeeva · Svetlana Semenova · Galina Sovetnikova · Marina Studneva |
| 1984 Los Angeles | RomaniaChira Apostol · Olga Homeghi-Bularda · Viorica Ioja · Florica Lavric · Maria Tanasa-Fricioiu | CanadàBarbara Armbrust · Marilyn Brain · Angela Schneider · Lesley Thompson · Jane Tregunno | AustràliaKaren Brancourt · Susan Chapman · Margot Foster · Robyn Grey-Gardner · Susan Lee                  |
| 1988 Seül        | RDAGerlinde Doberschütz · Carola Hornig · Sylvia Rose · Birte Siech · Martina Walther               | R.P. de la XinaHu Yadong · Li Ronghua · Yang Xiao · Zhang Xianghua · Zhou Shouying          | RomaniaHerta Anitas · Doina Balan-Snep · Veronica Necula · Ecaterina Oancia · Marioara Trasca              |